# Charles Guérin
Charles Guérin (ur. 29 grudnia 1873 w Lunéville, płn.-wsch. Francja, zm. 17 marca 1907, tamże) – francuski poeta, pisarz i krytyk literacki.

## Biografia i twórczość
Najstarszy z ośmiorga dzieci w bogatej rodzinie, prowadzącej słynną fabrykę porcelany. Studiował w Nancy, gdzie przygotowywał licencjat z języka niemieckiego.
Jego twórczość, początkowo naznaczona tradycją humanistyczno-religijną, wyniesioną z domu, ulegała też wpływom symbolizmu, a zwłaszcza belgijskiego poety Georges’a Rodenbacha.
W Paryżu uczestniczył w życiu bohemy artystycznej, bywał na spotkaniach wtorkowych u Stéphane’a Mallarmégo, publikował artykuły krytycznoliterackie. Podróżował po Europie, pisywał notatki z podróży, zbierał materiały do powieści.
Zmarł w wieku 33 lat; przyczyną śmierci był guz mózgu.

## Najważniejsze dzieła
- Fleurs de Neige (pl. Śnieżne kwiaty)
- Le Sang des Crépuscules (pl. Krew jutrzenki)
- Le Semeur de cendres (pl. Siewca popiołów)